# アイマス郡
アイマス郡（アイマスぐん、インドネシア語: Distrik Aimas）は、インドネシア・南西パプア州ソロン県の郡。同県の県庁所在地でもある。ソロンの南に位置し、郡の中心地はアイマス区にある。郡の面積は690.06平方キロメートル、人口は41,370人（2023年）。

## 歴史
2013年4月30日、アイマスでパプア（イリアンジャヤ）独立運動家のIsak Kalaibin
が「平和の祈り」を開催するも、国内では禁止されているパプア独立派のモーニングスターの旗の掲揚を危惧した警察と軍が集会を解散させた。一部の参加者は暴徒化し、警察および軍と衝突し2人が死亡、5人が負傷した。1週間後、暴動を扇動したとして6人が逮捕された。
2014年12月29日、ジョコ・ウィドド大統領がマラウィリ区の漁村を訪問した。この地域はガヤ・バル砂浜（Gaya Baru）の端に約50軒の水上家屋が建ち並んでいる。各家屋は幅1メートル未満の木製の橋で繋がっているが、海面が上昇すると橋は水没する。

## 行政区画
アイマス郡は11の区（Kelurahan）と3の村（Desa）に分けられる。
| コード        | 区/村名                 | 人口 (2020年) |
| ------------- | ----------------------- | ------------- |
| 92.01.07.1001 | Aimas区 (アイマス)      | 9,068         |
| 92.01.07.1002 | Malawili区 (マラウィリ) | 7,142         |
| 92.01.07.1003 | Malawele区              | 7,531         |
| 92.01.07.1006 | Mariat Pantai区         | 2,575         |
| 92.01.07.1026 | Mariat Gunung区         | 878           |
| 92.01.07.2028 | Maibo村                 | 361           |
| 92.01.07.1029 | Warmon区                | 840           |
| 92.01.07.1030 | Klabinain区             | 1,508         |
| 92.01.07.1031 | Malasom区               | 5,178         |
| 92.01.07.1032 | Klaigit区               | 703           |
| 92.01.07.2033 | Aimo村                  | 352           |
| 92.01.07.1034 | Malagusa区              | 3,916         |
| 92.01.07.1035 | Klafma区                | 1,829         |
| 92.01.07.2038 | Malasaum村              | 133           |
| 92.01.07      | 合計                    | 42,014        |